# Rinecker Proton Therapy Center
Das Rinecker Proton Therapy Center (RPTC) war eine klinische Einrichtung in München-Thalkirchen, die in den Jahren 2009–2019 mittels Protonentherapie bösartige Tumoren in allen Körperregionen bestrahlte.

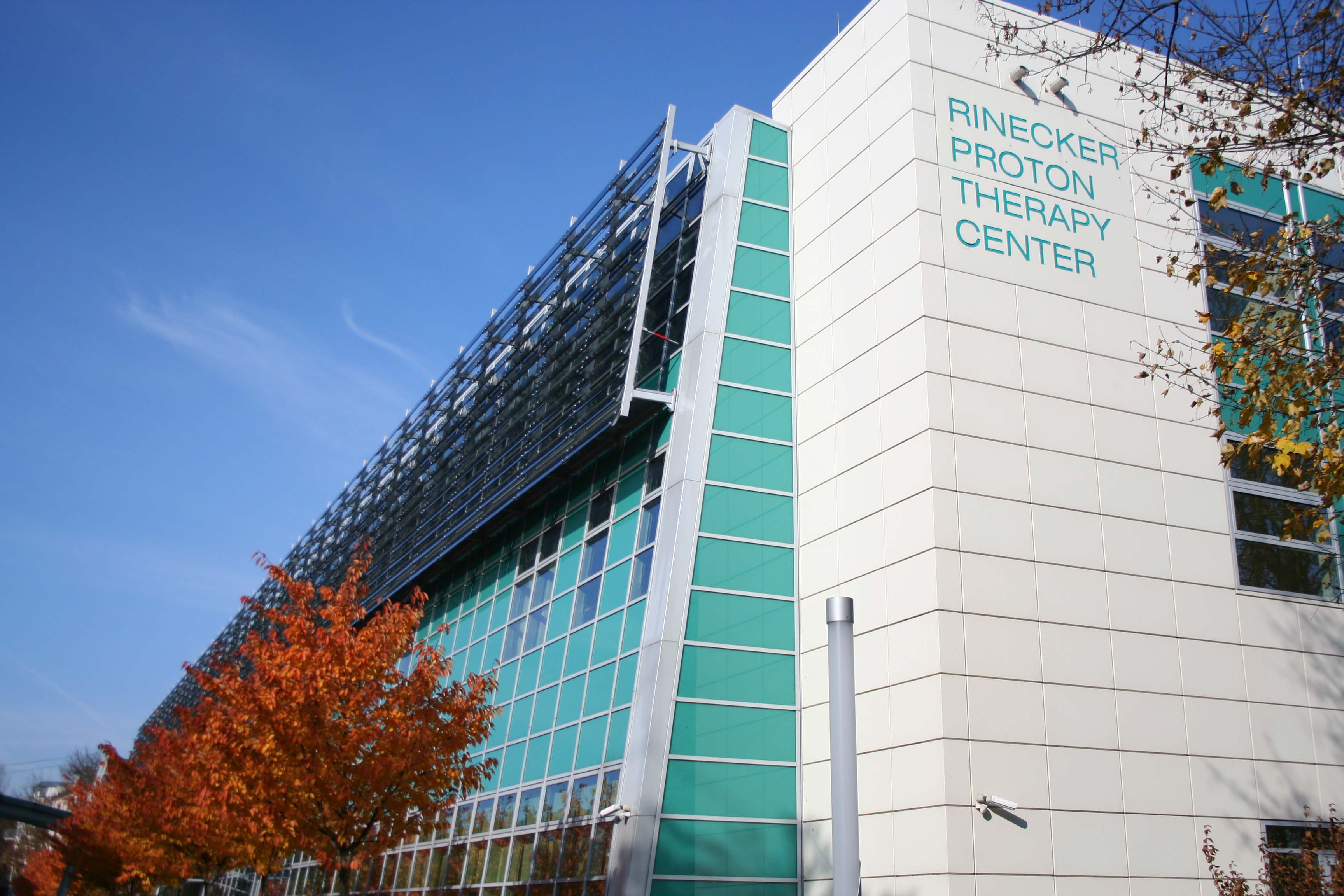
Außenansicht des RPTC in München

## Geschichte
Die Betreibergesellschaft ProHealth AG wurde im Mai 1999 durch den Chirurgen und Unternehmer Hans Rinecker gegründet. Sie errichtete das Protonenbestrahlungszentrum in München mit einem Investitionsvolumen von 170 Mio. Euro.
Das RPTC in München war die erste private Protonentherapie in Europa. In Kooperation mit der Chirurgischen Klinik Dr. Rinecker in München war sie in die Krankenhausplanung des Freistaates Bayern aufgenommen.
Im März 2009 wurde der erste Therapieplatz trotz wirtschaftlich vorhersehbarer Klippen in Betrieb genommen, im Vollausbau waren es vier Therapieplätze. Damit hätten bis zu 4000 Patienten jährlich behandelt werden können. Der Wirtschaftsplan war schon damals als unrealistisch angesehen worden. Auch weil die langen "Strahlzeiten" mit Beginn frühmorgens und bis spät in die Nacht dauerhaft unrealistisch erscheinen. Tatsächlich wurden viel weniger Patienten behandelt, weil die gesetzlichen und privaten Krankenversicherungen die hohen Behandlungskosten mangels wissenschaftlich anerkannten Nachweises (über 20.000 €) oft nicht übernahmen. Nach Auskunft des Insolvenzverwalters wurde in den zehn Betriebsjahren zusammen nicht die Patientenzahl erreicht, die ursprünglich pro Jahr geplant war.
Die Betreibergesellschaft und die Objektgesellschaft mussten wegen ungenügender Auslastung 2017 Insolvenz anmelden. Hierbei waren auch Fehler in der Kommunikation und im kollegialen Umgang der Führungsriege des RPTC und die Tatsache, dass  das Zentrum in die lokale und bayerische Klinikstruktur nicht eingebettet werden konnte ein Auslöser. Der Gründer und Leiter Hans Rinecker war als Facharzt für Chirurgie Leiter einer strahlentherapeutischen Einrichtung, eine Ausbildung zum Facharzt für Strahlentherapie besaß er nicht. Aus der Anonymität der Universitätsmedizin München heraus hieß es, Rinecker sei "nur ein Unternehmer, kein authentischer Mediziner". Er wolle die Universitätskliniken nur als Zuweiser, Interesse an Forschung bestehe nicht.
Der Betrieb wurde durch die Insolvenzverwalter mit Unterstützung des Servicepartners für die Protonenanlage, Varian Deutschland, zunächst fortgeführt und erst zum Jahresende 2019 eingestellt.

## Ausstattung
Der Teilchenbeschleuniger des RPTC ist ein supraleitendes Zyklotron mit der Höchstenergie von 250 MeV.
- Vier 360°-Strahlzielgeräte (Gantries) mit Patientenliegen
- Ein „Fixed-Beam“-Therapieplatz mit fest ausgerichtetem Strahlzielgerät für die Präzisionsbestrahlung im Augen- und Schädelbereich
- Zwei Multidetektor-Spiral-Ganzkörper-Computertomographen, davon ein Positronenemissionstomograph-CT (PET-CT)
- Zwei 1,5-Tesla-Ganzkörper-Kernspintomographen
- Arbeitsplätze zur Angiographie, Sonographie, Endoskopie und für Screening- und Zytostatika-Interferenz-Laboruntersuchungen
- Anästhesieabteilung sowie eine Aufwachstation (für Kinder und Lungentumorbestrahlungen)
- Mehrere Arbeitsplätze zur Therapieplanung und individuellen ärztlichen Anpassung der Bestrahlungsprotokolle

Des Weiteren gab es ein interdisziplinäres Tumorboard aus Strahlentherapeuten, Radiologen, internistischen Onkologen, Pathologen und Chirurgen. Zusätzlich wurden je nach Art der Erkrankung auch Spezialisten hinzugezogen.

## Technik
Im RPTC wurde die Voxel-to-voxel Modulated Scanning Proton Therapy (VVM-SPT) angewendet, die auch am Heidelberger Ionenstrahl-Therapiezentrum, am Paul Scherrer Institut in der Schweiz und im MD Anderson Cancer Center in Houston, Texas, angewendet wird. Synonym werden auch die Begriffe „Pencil-Beam-Scanning“ (PBS), „Spot-Scanning“-Technik und „Beam-Scanning“ verwendet. Hierbei wird der Zielstrahl mit großen Magneten seitlich so abgelenkt, dass er zweidimensional über die festgelegte Fläche gestrichen wird. Die dritte Dimension wird durch die Eindringtiefe, welche sich durch Einstellung der Protonenstrahlenergie beeinflussen lässt, festgelegt.
Ältere Anlagen arbeiten mit der sogenannten Scattering-Methode, bei der individuell angefertigte Schablonen und Streufolien zur Anwendung kommen, die bei jeder Bestrahlung manuell angepasst werden müssen. Außerdem entstehen unerwünschte Dosis-Überstände.